# Нечаєвська (Ленінградська область)
Нечаєвська (рос. Нечаевская) — присілок Бокситогорського району Ленінградської області Росії. Входить до складу Забор'євського сільського поселення.
Населення — 9 осіб (2012 рік). 